# 普羅霍里夫卡 (舊康斯坦丁諾夫區)
49°52′12″N 27°11′7″E / 49.87000°N 27.18528°E
普羅霍里夫卡（烏克蘭語：Прохорівка）是位於烏克蘭西部的村莊，由赫梅利尼茨基州裡赫梅利尼茨基區的舊康斯坦丁尼夫市鎮負責管轄。該村面積0.5平方公里，海拔高度297米，2001年人口121，人口密度每平方公里242.5人, 现有人口70 人口密度每平方公里140.3人。